# Double Switch
Double Switch è un videogioco d'avventura in FMV originariamente pubblicato per Sega Mega CD, Sega Saturn, Microsoft Windows e Mac OS e successivamente rimasteriazzato per iOS, Android, Steam e PlayStation 4. Il gioco fu sviluppato da Digital Pictures e ha un sistema "Intrappolali tutti" simile al precedente Night Trap. Oltre all'HUD, la grafica consiste in filmati FMV con protagonista Corey Haim.

## Trama
Il gioco è ambientato in un appartamento chiamato Edward Arms, che fu costruito dal famoso industriale Lionel Atwater Edward III all'inizio del XX secolo a seguito di una spedizione archeologica verso la Valle dei Re, l'appartamento è in stile antico Egitto e si dice che nasconda una preziosa statua di Isix (dal nome del precursore di Digital Pictures) rubata da Edward durante la sua spedizione. Il personaggio del giocatore, un anonimo e silenzioso protagonista, viene contattato tramite videochiamata dall'attuale proprietario dell'Edward Arms, un ragazzo chiamato Eddie che gli dice di aver equipaggiato l'appartamento con telecamere e trappole per proteggere gli inquilini dal crimine locale, ma uno degli inquilini lo ha rinchiuso nel seminterrato. Dà al giocatore il controllo delle telecamere e trappole e lo dirige per proteggere gli inquilini, intrappola il tuttofare Lyle, e trova i codici di sicurezza per farlo uscire. Dopo che il giocatore ottiene tutti i codici di sicurezza, Eddie gli confida che uno degli inquilini è un assassino.
Quando esce dalla sua prigione nel seminterrato, Eddie si imbatte in Lyle e Elizabeth, la direttrice dell'appartamento. I discorsi di Eddie e Lyle rivelano che Eddie è mentalmente instabile, che Lyle e Elizabeth sono i suoi genitori, e che Lyle lo ha rinchiuso nel seminterrato per evitare che faccia del male a se stesso o agli altri. Ogni inquilino ha la propria trama che si sovrappone a quella principale. Alex, una giornalista appena uscita dal college, che investiga entusiasticamente su casi pericolosi. Laura, un'aspirante architetta, e Phoebe, una studentessa di archeologia, condividono una stanza e si sono impossessate di una statua egiziana. Un'altra stanza è occupata dagli Scream, una band hard rock in cerca di un contratto discografico.
Brutus è un anziano gangster il cui padre lavorò alla costruzione dell'Edward Arms e gli raccontò del denaro nascosto nel appartamento, Brutus voleva trovarlo per poter saldare un debito con un pericoloso boss mafioso. Elizabeth sta tentando di riprendere la sua relazione con Lyle. Anche se Lyle teme che altri figli si rivelino essere come Eddie, alla fine cede alle sue seduzioni. I membri di una segreta società si infiltrano nell'Edward Arms e inseguono Phoebe e Jeff non appena li notano con la statua. I due scappano e Jeff nasconde la statua nella sua stanza un attimo prima che un uomo della A&R giunge all'audizione degli Scream. Un uomo della società segreta attacca Jeff durante l'audizione, ma il giocatore usa una trappola per salvarlo e l'uomo della A&R decide di dare agli Scream il pieno supporto discografico. Intanto, Lyle gira intorno all'appartamento mostrando al giocatore le pericolose trappole che neanche Eddie conosceva.
Lyle riattiva queste trappole per darne al giocatore il controllo così che può fermare Eddie. L'assassino dell'appartamento appare travestito da mummia. Conduce gli inquilini verso le trappole e tenta di attivarle usando un telecomando. Il giocatore salva gli inquilini, e appena la mummia viene catturata dalla trappola della sedia, Alex e Phoebe prendono il telecomando e smascherano la mummia scoprendo che in realtà si tratta di Eddie. Infuriato, Eddie minaccia di uccidere tutti nell'appartamento. Alex e Phoebe chiedono aiuto a Elizabeth, ma Elizabeth è indifferente ai problemi di Eddie. Infuriata dalle accuse delle ragazze, blocca l'ingresso dell'Edward Arms, intrappolando gli inquilini all'interno. Aiutate dal giocatore a catturare Eddie, le ragazze si riuniscono con Laura e Jeff. Jeff suggerisce che Brutus probabilmente ha una pistola che possono usare per proteggersi. Trovano Brutus nella sua stanza, dove Eddie li attacca, ma è di nuovo intrappolato dal giocatore e ritorna alla sua prigione nel seminterrato. Elizabeth prende la statua dalle ragazze e spiega che Eddie aveva compreso che la statua è una chiave che trasforma l'intero Edward Arms in un gigantesco tesoro. Gli inquilini fissano con ammirazione il tesoro. Poi, qualcuno toglie la statua dalla serratura rinchiudendo il tesoro.

## Cast
- Corey Haim nei panni di Eddie
- Debbie Harry nei panni di Elizabeth
- Camille Cooper nei panni di Alex
- R. Lee Ermey nei panni di Lyles
- Irwin Keyes nei panni di Brutus
- David Packer nei panni di Jeff
- Wendy Gazelle nei panni di Phoebe
- Kimberly Oja nei panni di Laura
- Taylor Negron nei panni di Slick Sammy

## Modalità di gioco
Il personaggio del giocatore non entra mai effettivamente nell'appartamento, e deve proteggere gli inquilini del Edward Arms usando telecamere di sorveglianza, sensori, e trappole installate in otto stanze. Può vedere solo una camera alla volta, come in Night Trap ma è presente anche una mini mappa che mostra al giocatore dove sono presenti inquilini, intrusi, o entrambi, un allarme suona quando un intruso entra in qualche stanza. Alcune comparse degli intrusi avvengono in maniere casuale. Il completamento del gioco dipende sulla velocità e efficienza nel rispondere alle situazioni piuttosto che determinare quando e dove i nemici appariranno. Quando un inquilino o un intruso si avvicina ad una trappola, il giocatore potrebbe intrappolarlo inserendo e poi attivando la trappola. Intrappolando un inquilino in alcuni casi non ha reali conseguenze, ma spesso risulta in un game over.
Se il giocatore non intrappola un buon numero di intrusi che appaiono, il gioco termina. Inoltre, mentre molti intrusi non fanno particolarmente danni quando appaiono, il giocatore deve intrappolare assolutamente i nemici che tentano di staccare la corrente dell'appartamento, disconnettere le linee telefoniche, o attaccare gli inquilini. Se un nemico riesce in una di quest tre cose, il gioco termina immediatamente. Oltre a questi obbiettivi, ciascuno dei tre livelli del gioco (definiti nel manuale come "atti") ha il proprio obbiettivo speciale. Nel primo livello il giocatore deve vedere i codici di sicurezza necessari per liberare Eddie dal seminterrato. Nel secondo livello il giocatore deve ottenere l'accesso a nuove trappole nascoste nelle stanze. Il terzo livello include un boss che il giocatore deve intrappolare sei volte. Se il giocatore manca una cattura, il boss attaccherà uno o più inquilini, terminando in a game over.

## Sviluppo
Le versioni per Windows, Sega Saturn e Mac OS furono pubblicate in seguito con una qualità del video migliore e furono rimosse le menzioni di Eddie al controller per Sega Mega Drive, anche se una TV nel gioco mostrava uno screenshot della versione Sega Mega CD.

## Pubblicazione
Dopo la bancarotta della Digital Pictures, i giochi furono acquistati da un consorzio che include la compagnia di effetti visivi Flash Film Works. Nel dicembre 2016, Double Switch fu rimasterizzato dall'originale sorgente video e distribuito come app per Google Play e iTunes. Inoltre, nel giugno 2018 venne annunciato che Flash Film Works aveva partecipato con Screaming Villains e Limited Run Games per rendere disponibile il gioco su PlayStation 4 con il titolo Double Switch: 25th Anniversary Edition.